# Peixos cartilaginosos
Els peixos cartilaginosos, condrictis o condroïctis (Chondrichthyes) són una classe de peixos que presenten un esquelet de cartílag, la mateixa substància flexible que cobreix les articulacions i dona forma a les orelles i el nas de l'ésser humà. Aquesta classe inclou a la subclasse elasmobranquis (taurons i rajades) i els holocèfals (quimeres).
El cos dels peixos cartilaginosos està recobert per una pell aspra, i tenen aletes rígides que no es poden plegar. La majoria són depredadors, però les espècies més grosses s'alimenten de zooplàncton, els quals van atrapant mentre neden, deixant la seva boca oberta i filtrant-los a continuació, i els holocèfals són omnívors.

## Característiques
Els condrictis difereixen dels peixos ossis en posseir un esquelet format principalment per cartílag i no per os. No tenen opercle que cobreixi les brànquies, ni bufeta natatòria. La manca d'aquesta última els obliga a nedar constantment o posar-se en el fons (com fan algunes ratlles i taurons), sense poder mantenir una posició estàtica a la columna d'aigua.
Els condrictis presenten un mosaic de caràcters evolucionats i primitius. Entre els trets primitius destaca la seva anatomia bàsica. Entre els trets evolucionats destaquen dos, la suspensió i estructura de les aletes i l'estructura i composició de les mandíbules i dentició. Això últim en diferents espècies apareix amb formes més evolucionades o més primitives. Un altre tret molt avançat és el seu sistema immunitari. Des del Mesozoic els taurons han estat a dalt de tot les xarxes tròfiques marines. Hi ha en aquest grup una característica tendència al gegantisme, com a mesura per evitar la depredació. El tauró típic té una longitud de dos metres, i una rajada típica d'un metre. Aquestes proporcions resulten molt grans per a l'estàndard dels vertebrats.
Les dents no estan fusionades a la mandíbula i les van reemplaçant dents noves de forma contínua, ràpida i en sèrie gràcies a una cavitat que tenen al llarg de la vora de la mandíbula. Això els permet tenir sempre dents noves davant de les que es van trencant, desgastant i desprenent. Hi ha dents serrades, amb funció talladora; dents afilades, amb funció prensora i dents planes (en moltes rajades) per moldre l'aliment.
Respiren mitjanant brànquies que estan exposades a l'exterior directament a través de 5 o 7 fenedures branquials en el cas de les rajades i els taurons, i només una en les quimeres.

### Sentits
Tenen un agut sentit de l'olfacte. Són capaços de detectar sang i seguir el seu rastre fins a trobar-la. La vista és menys aguda; poden detectar llums i ombres en l'aigua. Els òrgans que posseeixen en les línies laterals (sistema ambulacral de Lorenzini) i musell els permeten captar els estímuls elèctrics de les contraccions musculars dels peixos ossis.

## Taxonomia
Els condrictis vivents es classifiquen en dues subclasses i diversos ordres; cal remarcar la gran diversitat de formes fòssils, fruit d'una llarga història evolutiva que es remunta al Silurià (fa més de 400 milions d'anys).
- Classe Chondrichthyes
  - Subclasse Elasmobranchii (taurons i rajades)
    - Superordre Batoidea (rajades i afins)
      - Ordre Myliobatiformes
      - Ordre Pristiformes
      - Ordre Rajiformes
      - Ordre Torpediniformes

    - Superordre Selachimorpha (taurons i afins)
      - Ordre Carcharhiniformes
      - Ordre Heterodontiformes
      - Ordre Hexanchiformes
      - Ordre Lamniformes
      - Ordre Orectolobiformes
      - Ordre Pristiophoriformes
      - Ordre Squatiniformes
      - Ordre Squaliformes

  - Subclasse Holocephali (quimeres i afins)
    - Ordre Chimaeriformes